# Polystachya leonardiana
Polystachya leonardiana är en orkidéart som beskrevs av Daniel Geerinck. Polystachya leonardiana ingår i släktet Polystachya och familjen orkidéer. Inga underarter finns listade i Catalogue of Life.